# SC Halberg Brebach
Der SC Halberg Brebach 1907 e. V. ist ein deutscher Fußballverein aus dem saarländischen Brebach-Fechingen, einem Stadtteil der Landeshauptstadt Saarbrücken. 1998 spielte der Verein erstmals in der Oberliga Südwest, welche damals die vierthöchste Spielklasse im deutschen Ligasystem darstellte. Dort hielt sich der Verein, ehe dieser 2003 in die Saarlandliga absteigen musste. In der Saison 2011/12 gelang dem SC Halberg erstmals seit dem Abstieg 2005 der erneute Aufstieg in die Oberliga, welche seit der Ligareform 2008 die fünfthöchste Spielklasse darstellt.

## Geschichte

### Gründung
Der SC Halberg Brebach wurde am 21. April 1907 in Anwesenheit von 23 Mitgliedern gegründet. Zuvor war jede Sportart in dem 1878 gegründeten Turnverein integriert. Fünf Jahre nach der Gründung des Fußballvereines wurden auch die ersten Jugendmannschaften, nicht zuletzt wegen der Einführung der abgestuften Altersklassen durch den DFB, formiert.
Im Jahr 1920 fand die Einweihung der heutigen Spielstätte des SC Halberg statt und bereits zur Saison 1921/22 wurde der Verein Meister in der A-Klasse Saargau. 1936 sollte dieser Erfolg wiederholt werden. Im Jahr 1943 spielte der Verein in der Kreisklasse, welche im damaligen Ligensystem unter der Gauliga Südwest angeordnet war. In diesem Jahr errang der Fußballverein die Meisterschaft der Kreisklasse, welche zur Qualifikation zum Aufstieg in Gauliga führte, jedoch verpasste der SC Halberg den Aufstieg in die Gauliga durch eine Niederlage in der Qualifikationsrunde. Ein Jahr später erlangte der Halberg Brebach die erneute Meisterschaft und nahm auch an den Qualifikationsspielen teil, welche durch eine kriegsbedingte Evakuierung nicht fortgesetzt werden konnten. Im selben Jahr unterlag der SC Halberg Brebach im Finale des Saarlandpokals gegen den 1. FC Saarbrücken mit 2:1, sodass der Verein die erstmalige Teilnahme am Tschammer-Pokal knapp verpasste.

### Erste Erfolge
1945 erfolgte die Wiedergründung als SKV Brebach-Neufechingen. Im Jahr 1947 stieg der Fußballverein aus Brebach-Fechingen als Meister der Bewährungsklasse West in die damalige Ehrenliga Saarland auf, sodass der Verein gegen namhafte Gegner wie Borussia Neunkirchen, Saar 05 Saarbrücken, den SV Röchling Völklingen und den 1. FC Saarbrücken antreten musste. 1948 wurde der Verein in SC Halberg Brebach umbenannt. Der Verein erreichte 1949 das Halbfinale im Saarlandpokal, dieses Mal gegen die Sportfreunde Burbach, welches jedoch erneut verloren ging. Dieses Mal endete das Spiel mit 4:2 für Burbach. Im gleichen Jahr stieg der Verein als 12. der Ehrenliga in die Bezirksklasse West ab, wo 1950 der 2. Platz erreicht wurde. Im Jahr 1952 stieg der Verein als Meister der Bezirksklasse Süd in die Landesliga auf, welche später in die 1. Amateurliga umbenannt werden sollte. Zum 50-jährigen Bestehen des SC Halberg Brebach musste der Verein den Abstieg in die 2. Amateurklasse antreten. 1964 folgte sogar der Abstieg aus dieser Liga in die spätere Bezirksliga-Süd – die 7. Liga.

### Sprung in die Oberliga und DFB-Pokal
Im Jahr 1986 gelang dem SC Halberg Brebach der Aufstieg in die Landesliga. Ein Jahr später folgte die Gründung des Förderclubs. Der Verein musste allerdings nach einer durchwachsenen Saison erneut in die siebtklassige Bezirksliga absteigen. In der Folgesaison schaffte der SC Halberg Brebach den sofortigen Wiederaufstieg in Landesliga. Der Verein blieb in dieser Saison ungeschlagen und beendete diese mit 55:5 Punkten. 1990 erfolgte der erste Aufstieg in die Verbandsliga Saar. 1991 belegte die Mannschaft den 13. Platz in der Verbandsliga. In der Saison 1996 wurde der Verein Zweiter in der Verbandsliga und erreichte das Halbfinale im Saarlandpokal, welches mit 0:5 gegen Borussia Neunkirchen verloren wurde. 1997 gelang dem Verein erstmals der Aufstieg in die damals vierthöchste Spielklasse, die Oberliga Südwest. In der Premieren-Saison 1997/98 wurde ein beachtlicher 3. Platz erzielt. 1999 erreichte der SC Halberg erneut das Saarlandpokal-Finale, verlor jedoch gegen den 1. FC Saarbrücken mit 1:5. Im Jahr 2000 hatte der Verein die Chance auf Revanche: Erneut hieß das Finale des Saarlandpokals SC Halberg Brebach gegen den 1. FC Saarbrücken. Auch dieses Duell verlor der SC, diesmal mit 3:5. Jedoch nahm der Verein, trotz der Niederlage, an einem Qualifikationsspiel um den Einzug in die DFB-Pokal-Hauptrunde gegen den damaligen Zweitligisten aus Nürnberg teil.

### Aktuelle Situation
Im Jahr 2003 stieg der Verein aus der Oberliga ab, allerdings schaffte der SC Halberg ein Jahr später den direkten Wiederaufstieg in diese Spielklasse. Schon 2005 erfolgte der erneute Abstieg in die damals fünft- und seit 2008/09 sechstklassige Verbandsliga Saar. In der Saison 2011/12 schaffte der SC Halberg Brebach unter Trainer Bernd Eichmann als Meister der Saarlandliga wieder den Sprung in die nunmehr fünftklassige Oberliga Rheinland-Pfalz/Saar (bisher Oberliga Südwest). Als Tabellenvorletzter in der Oberliga folgte jedoch prompt der Wiederabstieg in die Saarlandliga.

## Erfolge
- Saarlandpokal-Finale: 1944, 1949, 1999, 2000
- Qualifikation zur DFB-Pokal-Hauptrunde: 2000
- Meister der Verbandsliga Saar bzw. der Saarlandliga: 1997, 2004, 2012